# 제30회 아카데미상 외국어영화상 출품작 목록
다음은 제30회 아카데미 시상식 외국어영화상 출품작 목록이다. 아카데미 외국어 영화상은 1956년 미국 영화 예술 과학 아카데미 (AMPAS)가 미국 국외에서 제작된 비영어권 영화를 대상으로 시상하기 위해 제정되었다. 이후 외국어영화상은 매년 수여되었으며, 수상자는 출품국가로 여겨지지만 상 자체는 해당 영화의 감독이 수락한다. 아카데미측은 한 국가당 한 편의 영화만 허용되는 원칙에 의거, 여러 국가를 초청하여 자국 최고의 영화를 출품하도록 요청하고 있다.
제30회 아카데미상에서는 총 12편의 작품이 아카데미 외국어영화상에 출품되었다. 멕시코의 다큐멘터리 영화 토레로는 외국어영화상 후보로는 오르지 못했으나 다큐멘터리상 부문 후보로 올랐다. 덴마크의 아넬리스 호브만은 아카데미 외국어영화상 출품작 감독 중에서 최초의 여성 감독이 되었다. 최종후보는 프랑스, 인도, 이탈리아, 노르웨이, 서독이었으며, 최총 수상작은 이탈리아 페데리코 펠리니 감독의 《카비리아의 밤》이었다.

## 출품작
| 출품국                                                        | 제목                    | 원제                        | 언어             | 감독                 | 결과   |
| ------------------------------------------------------------- | ----------------------- | --------------------------- | ---------------- | -------------------- | ------ |
| 덴마크                                                        | 나약할 새 없다          | Ingen tid til kærtegn       | 덴마크어         | 아넬리스 호브만      | 미후보 |
| [[파일:{{{국기그림-1794}}}\|22x20px\|border \|프랑스]] 프랑스 | 릴라의 문               | Porte des Lilas             | 프랑스어         | 르네 클레르          | 후보   |
| 서독                                                          | 나이츠, 웬 더 데빌 케임 | Nachts, wenn der Teufel kam | 독일어           | 로베르트 시오드맥    | 후보   |
| 그리스                                                        | 생각의 호수             | Η λίμνη των πόθων           | 그리스어         | 기오르고스 제르보스  | 미후보 |
| 인도                                                          | 마더 인디아             | भारत माता (Madar Indiya)       | 힌두어           | 메붑 칸              | 후보   |
| 이탈리아                                                      | 카비리아의 밤           | Le notti di Cabiria         | 이탈리아어       | 페데리코 펠리니      | 수상   |
| 일본                                                          | 야성의 여인             | あらくれ                    | 일본어           | 나루세 미키오        | 미후보 |
| 멕시코                                                        | 토레로!                 | ¡Torero!                    | 스페인어         | 카를로스 벨로        | 미후보 |
| 노르웨이                                                      | 나인 라이브즈           | Ni Liv                      | 노르웨이어       | 아르네 스코우엔      | 후보   |
| 스페인                                                        | 사랑의 거리             | Calle Mayor                 | 스페인어         | 후안 안토니오 바르뎀 | 미후보 |
| 스웨덴                                                        | 제7의 봉인              | Det Sjunde inseglet         | 스웨덴어, 라틴어 | 잉마르 베리만        | 미후보 |
| 대만                                                          | 아미나                  | 阿美娜 (Āměi nà)            | 중국어           | 위안충메이           | 미후보 |